# Made in England
| 전문가 평가          | 전문가 평가 |
| 평가 점수            | 평가 점수   |
| 출처                 | 점수        |
| -------------------- | ----------- |
| AllMusic             | [ 1 ]       |
| Chicago Tribune      | [ 2 ]       |
| Deseret News         | (positive)  |
| Entertainment Weekly | (B)         |
| Los Angeles Times    | [ 5 ]       |
| Rolling Stone        | [ 6 ]       |

《Made in England》는 1995년 발매된 영국의 음악가 엘튼 존의 스물여섯 번째 스튜디오 음반으로 그와 그렉 페니가 처음으로 프로듀싱을 맡은 엘튼 존 음반이다. 이 음반은 존의 남자친구와 미래의 남편인 데이비드 퍼니쉬를 위해 헌정되었다. 그리고 데니스 고티에와 피터 윌리엄스의 추모에도 헌정되었다. 밥 버치는 존의 전업 녹음과 베이스 연주자가 되었고 2012년 사망할 때까지 그 역할을 계속했다.

## 배경
엘튼 존은 《라이온 킹》 사운드트랙의 작품을 여전히 홍보하면서 싱글로 발매되기 5개월 전인 1994년 9월 AZ 피닉스에서 레이 쿠퍼와 함께하는 콘서트 투어 오프닝 밤 중에 〈Believe〉를 데뷔시켰다. 〈Believe〉는 영국 15위, 미국 13위에 올랐으며, 이 음반에서 유일하게 미국 히트곡으로 20위권에 진입했다.

## 곡 목록
모든 곡들은 엘튼 존과 버니 토핀에 의해 작사/작곡하였다.
| #   | 제목                | 재생 시간 |
| --- | ------------------- | --------- |
| 1.  | 〈Believe〉         | 4:55      |
| 2.  | 〈Made in England〉 | 5:09      |
| 3.  | 〈House〉           | 4:27      |
| 4.  | 〈Cold〉            | 5:37      |
| 5.  | 〈Pain〉            | 3:49      |
| 6.  | 〈Belfast〉         | 6:29      |
| 7.  | 〈Latitude〉        | 3:34      |
| 8.  | 〈Please〉          | 3:52      |
| 9.  | 〈Man〉             | 5:16      |
| 10. | 〈Lies〉            | 4:25      |
| 11. | 〈Blessed〉         | 5:01      |